# Cardiandra
Cardiandra es un género  de plantas perennes perteneciente a la familia  Hydrangeaceae. Es originario de Asia tropical.  Comprende 10 especies descritas y de estas, solo 5 aceptadas.

## Descripción
Son subarbustos o arbustos, rizomatosos. Con los tallos simples. Las hojas alternas o fasciculadas, y la lámina simple. La inflorescencia es terminal a menudo, en una cima o corimbo. Las flores  grandes estériles con 2 o 3 sépalos, libres o basalmente connados, las flores pequeñas numerosas y fértiles. El fruto es una cápsula, dehiscente apicalmente con numerosas semillas, pequeñas, comprimidas, con alas en ambos extremos; testa reticulada y pequeño embrión, rodeado de endosperma carnoso.

## Taxonomía
El género fue descrito por Siebold & Zucc. y publicado en Flora Japonica 1: 119. 1839. La especie tipo es: Cardiandra alternifolia Chun

## Especies aceptadas
A continuación se brinda un listado de las especies del género Cardiandra aceptadas hasta mayo de 2014, ordenadas alfabéticamente. Para cada una se indica el nombre binomial seguido del autor, abreviado según las convenciones y usos. 
- Cardiandra alternifolia Chun
- Cardiandra amamiohsimensis Koidz.
- Cardiandra formosana Hayata
- Cardiandra moellendorffi (Hance) Migo
- Cardiandra sinensis Hemsl.